# Chionaema nigrescens
Chionaema nigrescens là một loài bướm đêm thuộc phân họ Arctiinae, họ Erebidae.